# Pultdach

Pultdach

Ein Pultdach ist eine Dachform aus nur einer geneigten Dachfläche. Die untere Kante bildet die Dachtraufe, die obere den Dachfirst. Die Wand am First wird die Hohe Wand genannt. Die übliche Konstruktion ist ein einseitig geneigtes Pfettendach. Die Dachneigung von Pultdächern ist meistens gering. 
In der europäischen Architekturgeschichte finden sich Pultdächer üblicherweise über angegliederten Gebäudeteilen, beispielsweise über Erkern, Anbauten oder Seitenschiffen von Basiliken. Als Hauptdach eines Gebäudes hingegen sind sie in der historischen Architektur nur selten anzutreffen.
Seit der Industrialisierung finden Pultdächer vor allem  Anwendung für die Bedachung von Garagen, Produktions- und Lagerstätten oder Nebengebäuden. Ab der Mitte des 20. Jahrhunderts wird das Pultdach auch häufiger als Hauptdach für Wohngebäude oder Kirchen verwendet, um einen architektonischen Akzent zu setzen. Bei Wohnhäusern kann der Wohnraum unter dem Dach durch ein nur leicht geneigtes Pultdach als Vollgeschoss genutzt werden. Die einfach zu konstruierende Dachform ist kostengünstig in der Errichtung. Die Ausrichtung eines als Hauptdach konzipierten Pultdaches richtet sich traditionell zur Wetterseite hin, um Wind, Regen und Schnee abzuhalten. Pultdächer, die zusammen mit einer Solar-Warmwasseraufbereitung oder Photovoltaikanlage entworfen wurden, sind hingegen möglichst zur Sonnenseite ausgerichtet. Eine Neigung von 32° ist optimal für feststehende Photovoltaikmodule. Im Sommer bietet das Dach eine gute Verschattung.
Neben Dachziegeln und Schiefer können Pultdächer mit Dachpappe oder Blech gedeckt werden. Im Falle von gebäudeintegrierter Photovoltaik (GiPV) bilden die Photovoltaikmodule zugleich auch die eigentliche Dachabdeckung, bzw. Dachhaut.
Das Pultdach verfügt im Gegensatz zu anderen Dachformen durch die Bauweise und Dachschräge über einen zuverlässigen Wasserabfluss bei Regen. In der Regel geht damit eine automatische Selbstreinigungsfunktion der Dachschindeln einher. 

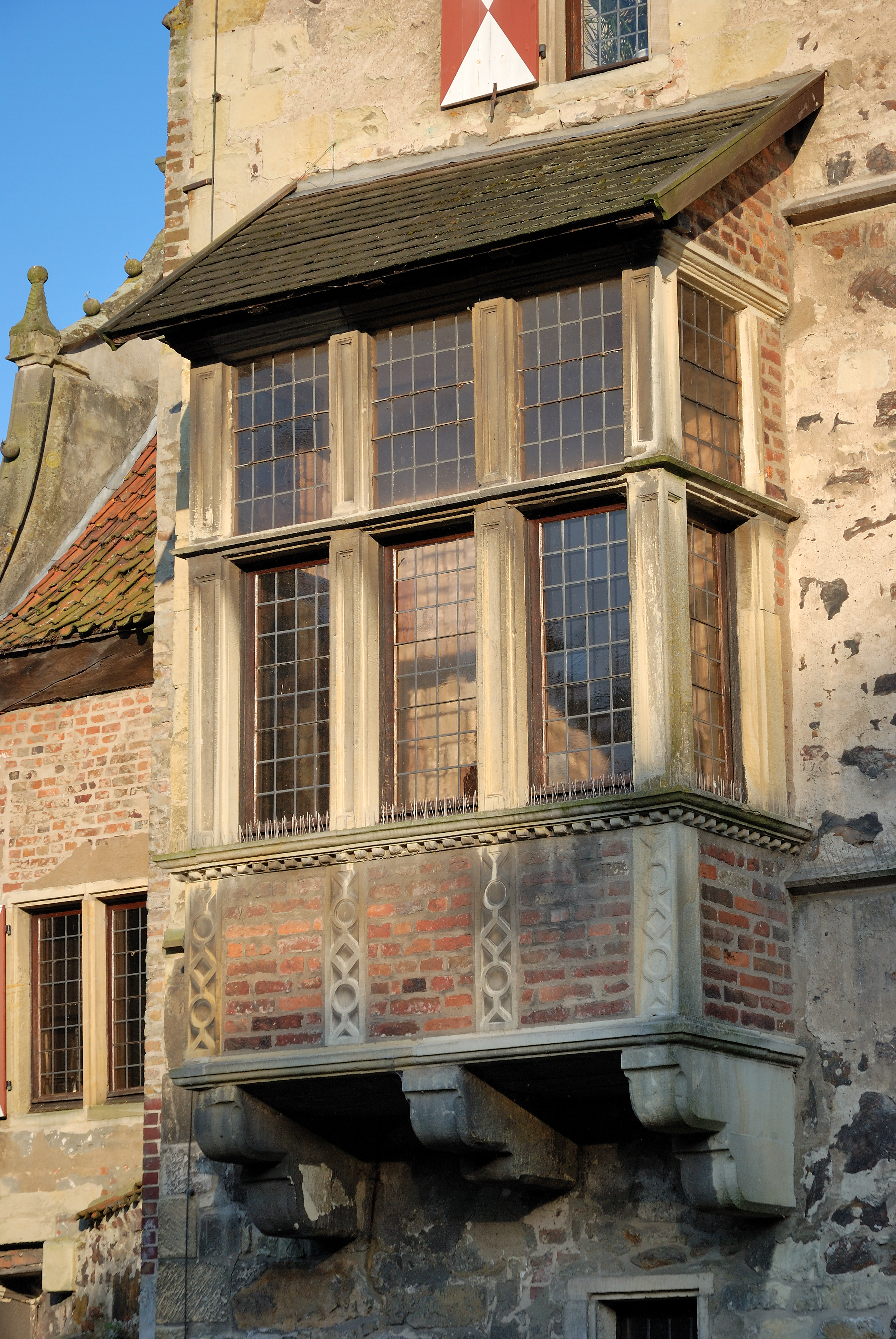
Pultdach über einem Erker (Burg Vischering)
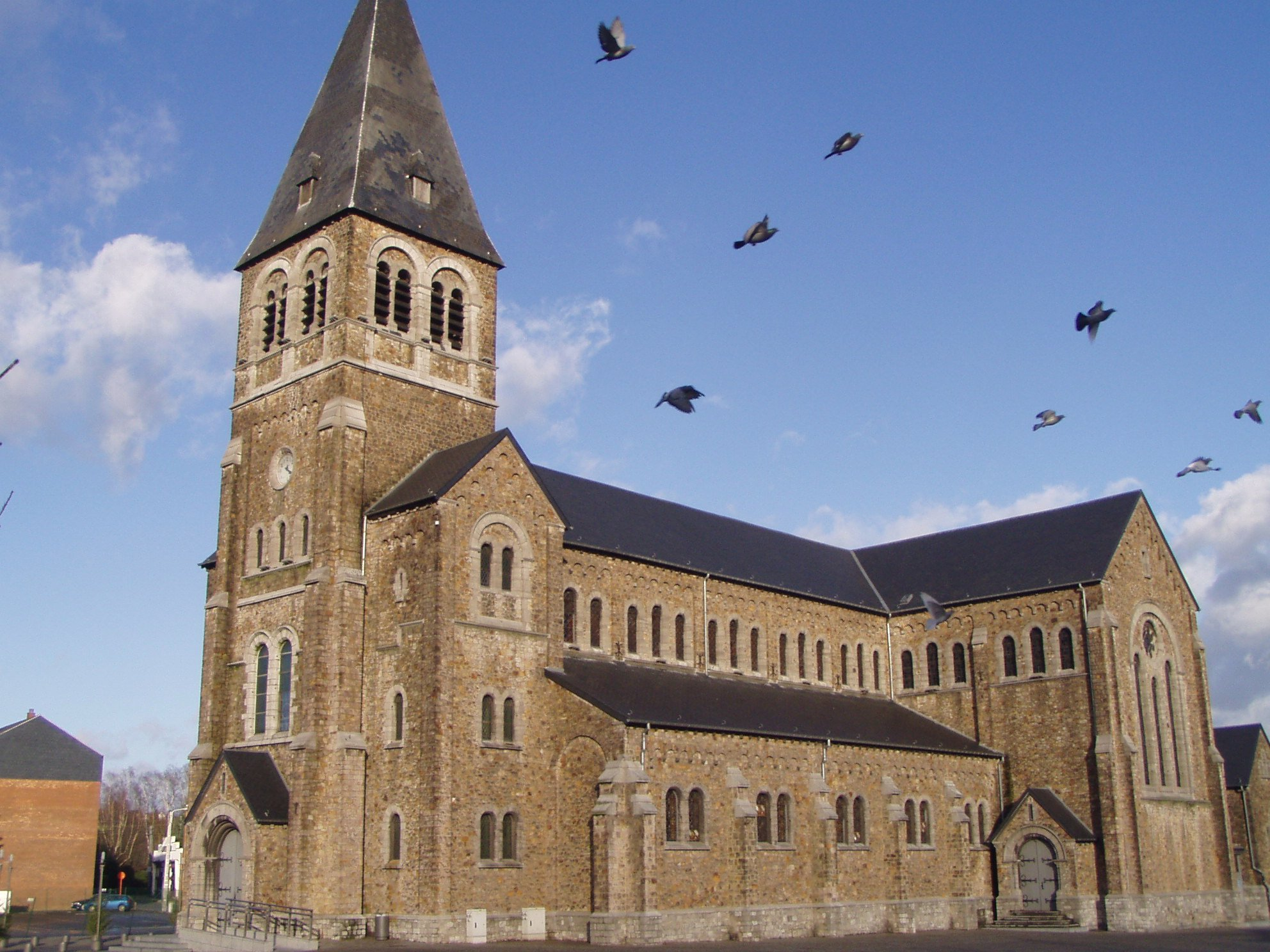
Pultdach über dem Seitenschiff einer Kirche (St. Victor in Sambreville, Belgien)
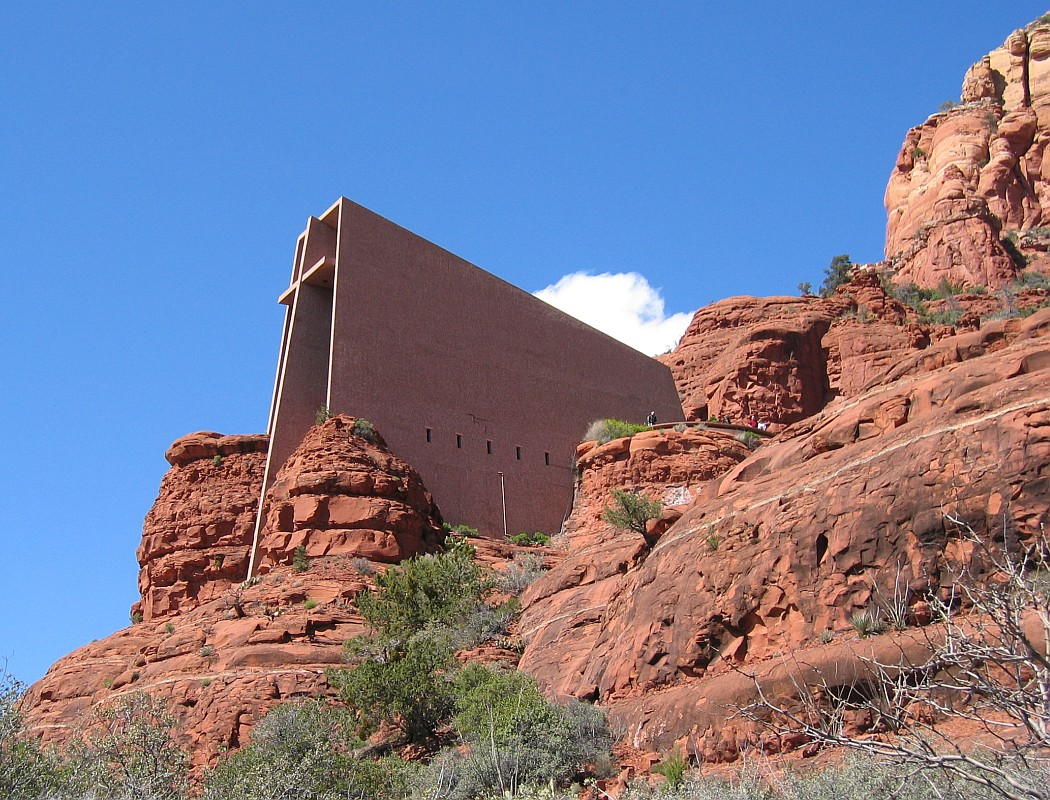
Pultdach als Hauptdach eines sakralen Gebäudes (Chapel of the Holy Cross (Sedona))
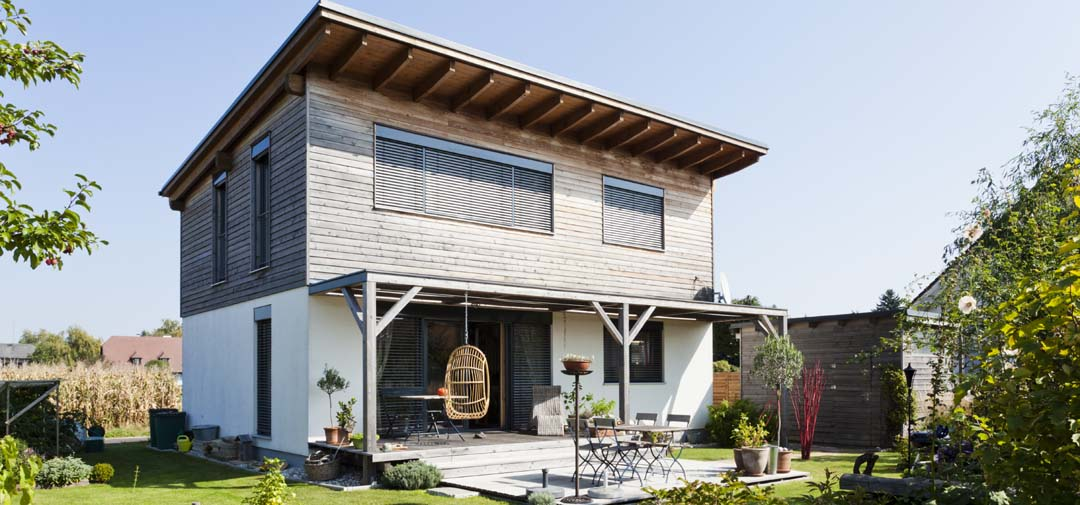
Pultdach als Hauptdach eines Fertighauses

## Ringpultdach

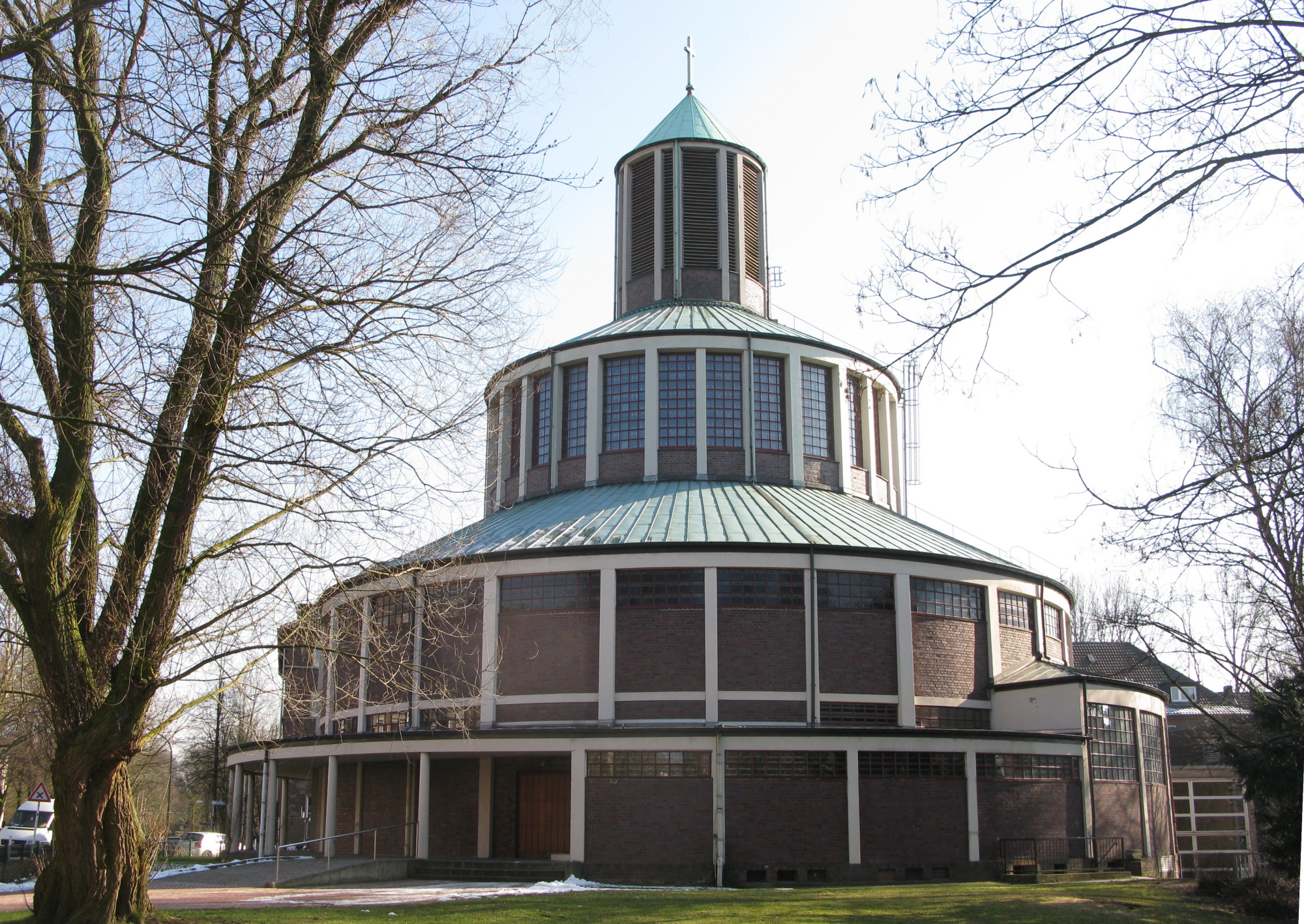
Ringpultdächer der Auferstehungskirche in Essen. Den Abschluss bildet ein Kegeldach.

Bei dieser Dachform handelt es sich um ein Pultdach mit kreisförmigem Grundriss. Diese Art von Dach hat eine gewisse Ähnlichkeit mit einem Kegeldach, bildet jedoch nur einen Kegelstumpf. Es besitzt also weder einen Giebel oder Ortgänge noch einen First. Neben der runden Form zeichnet sich dieses Dach durch zwei Dachringe aus. Zwischen den zwei Dachringen verläuft ein Turmwand-Ring.
Ringpultdächer finden sich vor allem bei Zentralbauten mit kreisrundem Grundriss, also beispielsweise bei Rundtürmen. Sie bilden selten das Hauptdach, sondern bedecken meistens einen vorkragenden Bauteil oder einen Rücksprung. Diese Dachform kommt vor allem bei repräsentativen und sakralen Gebäuden zum Einsatz.